# Галатея (фильм-балет)
«Галатея» — телевизионный фильм-балет по мотивам пьесы Бернарда Шоу «Пигмалион», поставленный режиссёром Александром Белинским и балетмейстером Дмитрием Брянцевым в 1977 году, на музыку Фредерика Лоу и Тимура Когана.

## История создания
Идея фильма-балета по мотивам пьесы «Пигмалион» Джорджа Бернарда Шоу и мюзикла Фредерика Лоу «Моя прекрасная леди», созданного по этой пьесе, пришла в голову сценариста и телевизионного режиссёра Александра Белинского в 1967 году. Но руководители советского телевидения не разделяли энтузиазма режиссёра и не были готовы запустить в производство столь сомнительный проект.

«Идея „Галатеи“ полностью принадлежит Александру Аркадьевичу Белинскому. Мы познакомились с ним давно, всё в том же Щелыкове, где он принимал деятельное участие в „Аркадиадах“. Там же, в Щелыкове, он рассказал мне свой замысел сделать фильм-балет по пьесе Бернарда Шоу „Пигмалион“, в котором профессор Хиггинс будет преподавать цветочнице Элизе хорошие манеры, но обучая её не правилам произношения, а правилам движений классического танца. Идея меня очень заинтересовала, но… ждать пришлось целых десять лет! В Москве нам долго снимать не давали. Белинский называл разных балетмейстеров, но все они не устраивали телевизионное начальство. Хотя на самом деле это был только повод, чтобы не пускать сам фильм.»— Екатерина Максимова
В конечном итоге Александру Белинскому надоело обивать пороги московских начальников и он договорился о запуске фильма в более лояльном и менее бюрократизированном Ленинграде, на студии «Лентелефильм», где работал уже много лет. Музыкальную партитуру на темы Фредерика Лоу создал ленинградский композитор и аранжировщик Тимур Коган, она была записана оркестром Ленинградского Малого театра оперы и балета под руководством того же Когана. Балетмейстером фильма-балета стал молодой в то время хореограф Дмитрий Брянцев, только недавно дебютировавший на сцене Ленинградского театра оперы и балета имени С. М. Кирова.
Съёмки проходили сложно — бюджет фильма был очень скромным, Екатерине Максимовой и Марису Лиепе приходилось постоянно ездить из Москвы в Ленинград и обратно.

«Съёмки „Галатеи“ шли в непростых условиях. Ночью, потому что Ленинградское телевидение не имеет кинопавильона. В нищете, потому что „Галатея“ была запущена в производство не как художественный фильм, а почему-то как концертная программа. Костюмы шились из материалов, купленных самой балериной. Вся бижутерия многих предков Максимовой была мобилизована на украшение очаровательной головки Элизы Дулиттл. Все запасы канифоли балетных театров города втирались в пол студии, на котором без канифоли могли свободно скользить на коньках фигуристы. Кордебалет студии Ленинградской консерватории в количестве шестнадцати человек день и ночь репетировал сложнейшую хореографию Дмитрия Брянцева. Кинокамера „Дружба № 1“ была тщательно подготовлена механиками. Этот древнейший аппарат, видевший перед своим объективом Мозжухина и Веру Холодную, упорно не сдавался в металлолом, так как замены ему не предвиделось. Его предстояло зарядить цветной плёнкой — не американской „Кодак“ и не немецкой „Орво“, а производства Казанского химического комбината.»— Александр Белинский
Да и главная героиня, к тому времени народная артистка СССР, чувствовала себя на съемочной площадке неуверенно, часто не понимая требований хореографа и режиссёра.

«Это были трагические съёмки! Помню, как же я на „Галатее“ рыдала! А ссорились мы сколько! Вся работа находилась на грани срыва! Постоянно слышала от Белинского: „Ах, ты, конечно, опять ничего не понимаешь?!“.»— Екатерина Максимова
Но препятствия были преодолены, исполнители «притёрлись» друг к другу, и фильм был снят. Впервые «Галатею» показали по Ленинградской программе телевидения 31 декабря 1977 года. Эта программа в то время «вещала» только на Ленинград и широкого резонанса не было. На Центральном же телевидении премьера нового фильма-балета прошла 1 апреля 1978 года и была восторженно принята как зрителями, так и критиками.

«После показа „Галатеи“ по Первому каналу ЦТ, Александр Аркадьевич сказал мне: „Ты вчера заснул никем, а сегодня проснулся знаменитым!“ Я, зная любовь Белинского ко всевозможным преувеличениям, ему тогда, конечно, не поверил и вообще, по молодости, плохо понял, что произошло. Чтобы оценить истинную популярность „Галатеи“, требовалось время: шлейф этого успеха тянется за мной до сих пор…»— Дмитрий Брянцев
Летом 1978 года фильм-балет «Галатея» был показан на Международном конкурсе музыкальных телефильмов в Чехословакии, где получил высший приз «Злата Прага», затем — почётный диплом на Телевизионном фестивале в Лондоне.

## Создатели фильма
- Екатерина Максимова — Элиза Дулитл
- Марис Лиепа — Профессор Генри Хиггинс
- Вадим Гуляев — Отец Элизы
- Святослав Кузнецов — Полковник Пикеринг
- Константин Заклинский — Дружок Дулиттла
- Сергей Федянин — Дружок Дулиттла

| Съёмочная группа     |                                   |
| -------------------- | --------------------------------- |
| Автор сценария       | Александр Белинский               |
| Режиссёр-постановщик | Александр Белинский               |
| Оператор-постановщик | Валерий Смирнов                   |
| Художник-постановщик | Лариса Луконина                   |
| Хореограф            | Дмитрий Брянцев                   |
| Композитор           | Тимур Коган на темы Фредерика Лоу |